# Tour du Limousin 2016
La 49e édition du Tour du Limousin se déroule du 16 au 19 août 2016.

## Présentation

### Équipes
Vingt-deux équipes participent à cette édition du Tour du Limousin - cinq équipes professionnelles, quatorze équipes continentales professionnelles et trois équipes continentales :
| UCI World Tour   | UCI World Tour | UCI World Tour |
| Nom de l'équipe  | Pays           | Code           |
| ---------------- | -------------- | -------------- |
| AG2R La Mondiale | France         | ALM            |
| BMC Racing       | États-Unis     | BMC            |
| FDJ              | France         | FDJ            |
| Movistar         | Espagne        | MOV            |
| Tinkoff          | Russie         | TNK            |

| Équipes continentales professionnelles | Équipes continentales professionnelles | Équipes continentales professionnelles |
| Nom de l'équipe                        | Pays                                   | Code                                   |
| -------------------------------------- | -------------------------------------- | -------------------------------------- |
| Androni Giocattoli-Sidermec            | Italie                                 | AND                                    |
| Bardiani CSF                           | Italie                                 | BAR                                    |
| Caja Rural-Seguros RGA                 | Espagne                                | CJR                                    |
| Cofidis                                | France                                 | COF                                    |
| Direct Énergie                         | France                                 | DEN                                    |
| Delko-Marseille Provence-KTM           | France                                 | DMP                                    |
| Drapac                                 | Australie                              | DPC                                    |
| Fortuneo-Vital Concept                 | France                                 | FVC                                    |
| Gazprom-RusVelo                        | Russie                                 | GAZ                                    |
| Roompot Oranje Peloton                 | Pays-Bas                               | ROP                                    |
| Roth                                   | Suisse                                 | ROT                                    |
| Topsport Vlaanderen-Baloise            | Belgique                               | TSV                                    |
| Wanty-Groupe Gobert                    | Belgique                               | WGG                                    |
| Wilier Triestina-Southeast             | Italie                                 | WIL                                    |

| Équipes continentales | Équipes continentales | Équipes continentales |
| Nom de l'équipe       | Pays                  | Code                  |
| --------------------- | --------------------- | --------------------- |
| Armée de Terre        | France                | ADT                   |
| HP BTP-Auber 93       | France                | AUB                   |
| Roubaix MEL           | France                | RML                   |

## Déroulement de la course

### Classement des étapes

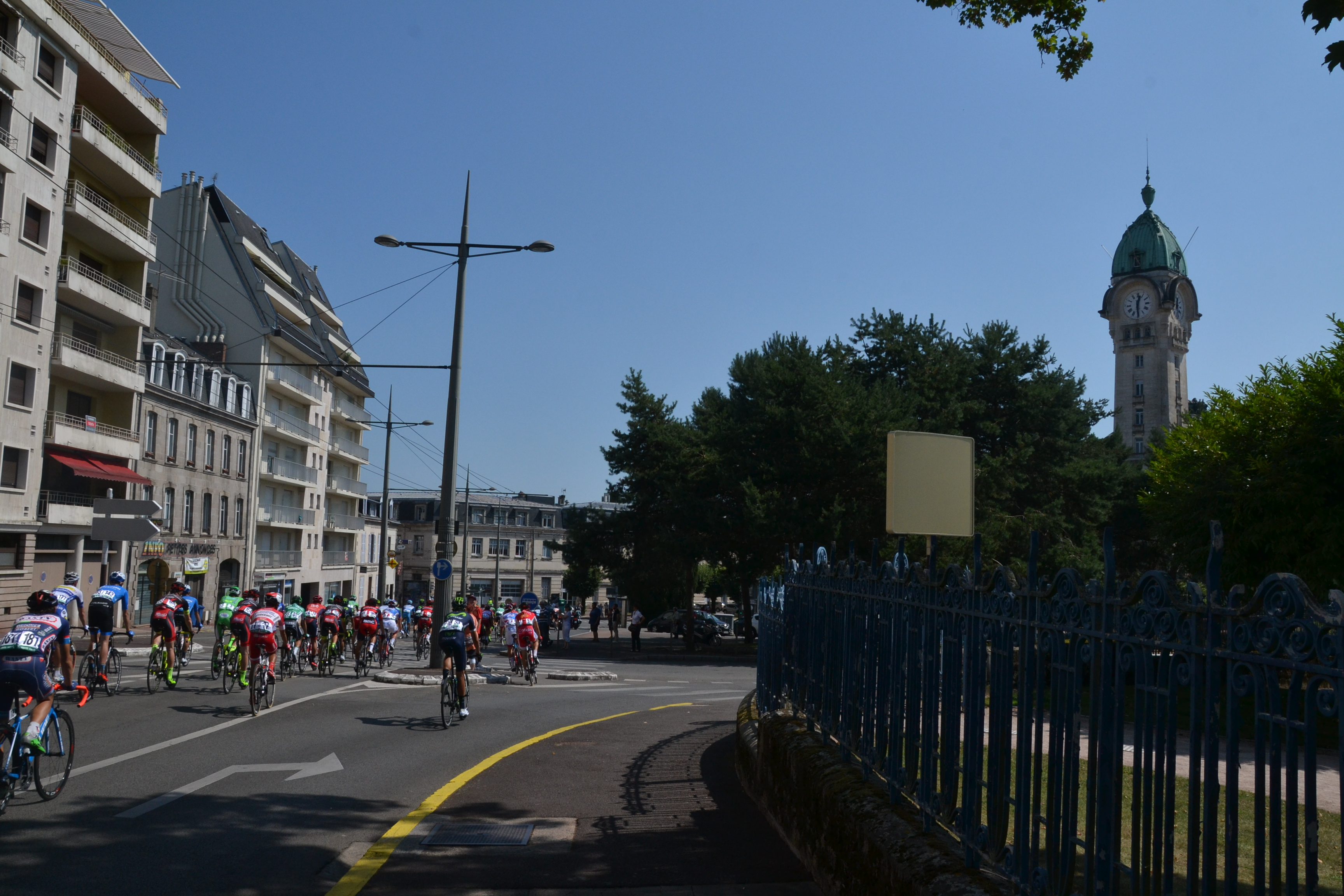
Départ de la course à Limoges.

| Étape     | Date    | Villes étapes                     | type            | Distance (km) | Vainqueur d'étape | Leader du classement général |
| --------- | ------- | --------------------------------- | --------------- | ------------- | ----------------- | ---------------------------- |
| 1re étape | 16 août | Limoges – Oradour-sur-Glane       | étape vallonnée | 165,5         | Joey Rosskopf     | Joey Rosskopf                |
| 2e étape  | 17 août | Dun-le-Palestel – Auzances        | étape vallonnée | 173,5         | Roman Maikin      | Joey Rosskopf                |
| 3e étape  | 18 août | Le Lonzac – Liginiac              | étape vallonnée | 179,9         | Sonny Colbrelli   | Joey Rosskopf                |
| 4e étape  | 19 août | Saint-Léonard-de-Noblat – Limoges | étape vallonnée | 185,5         | Sonny Colbrelli   | Joey Rosskopf                |

### 1reétape
| Classement de l'étape | Classement de l'étape | Classement de l'étape | Classement de l'étape       | Classement de l'étape |
|                       | Coureur               | Pays                  | Équipe                      | Temps                 |
| --------------------- | --------------------- | --------------------- | --------------------------- | --------------------- |
| 1er                   | Joey Rosskopf         | États-Unis            | BMC Racing                  | en 3 h 55 min 26 s    |
| 2e                    | Hubert Dupont         | France                | AG2R La Mondiale            | m.t.                  |
| 3e                    | Nicolas Edet          | France                | Cofidis                     | m.t.                  |
| 4e                    | Rodolfo Torres        | Colombie              | Androni Giocattoli-Sidermec | m.t.                  |
| 5e                    | Théo Vimpère          | France                | HP BTP-Auber 93             | + 6 s                 |
| 6e                    | Diego Rubio Hernández | Espagne               | Caja Rural-Seguros RGA      | + 8 s                 |
| 7e                    | Nacer Bouhanni        | France                | Cofidis                     | + 17 s                |
| 8e                    | Rick Zabel            | Allemagne             | BMC Racing                  | m.t.                  |
| 9e                    | Carlos Barbero        | Espagne               | Caja Rural-Seguros RGA      | m.t.                  |
| 10e                   | Amaury Capiot         | Belgique              | Topsport Vlaanderen-Baloise | m.t.                  |
| modifier              |                       |                       |                             |                       |

| Classement général | Classement général    | Classement général | Classement général          | Classement général |
|                    | Coureur               | Pays               | Équipe                      | Temps              |
| ------------------ | --------------------- | ------------------ | --------------------------- | ------------------ |
| 1er                | Joey Rosskopf         | États-Unis         | BMC Racing                  | en 3 h 55 min 16 s |
| 2e                 | Hubert Dupont         | France             | AG2R La Mondiale            | + 4 s              |
| 3e                 | Nicolas Edet          | France             | Cofidis                     | + 5 s              |
| 4e                 | Rodolfo Torres        | Colombie           | Androni Giocattoli-Sidermec | + 10 s             |
| 5e                 | Théo Vimpère          | France             | HP BTP-Auber 93             | + 16 s             |
| 6e                 | Diego Rubio Hernández | Espagne            | Caja Rural-Seguros RGA      | m.t.               |
| 7e                 | Fabien Doubey         | France             | FDJ                         | + 24 s             |
| 8e                 | Igor Boev             | Russie             | Gazprom-RusVelo             | m.t.               |
| 9e                 | Julien Loubet         | France             | Fortuneo-Vital Concept      | + 25 s             |
| 10e                | Jonathan Lastra       | Espagne            | Caja Rural-Seguros RGA      | + 26 s             |
| modifier           |                       |                    |                             |                    |

### 2eétape
| Classement de l'étape | Classement de l'étape | Classement de l'étape | Classement de l'étape       | Classement de l'étape |
|                       | Coureur               | Pays                  | Équipe                      | Temps                 |
| --------------------- | --------------------- | --------------------- | --------------------------- | --------------------- |
| 1er                   | Roman Maikin          | Russie                | Gazprom-RusVelo             | en 4 h 27 min 15 s    |
| 2e                    | Sonny Colbrelli       | Italie                | Bardiani CSF                | m.t.                  |
| 3e                    | Francesco Gavazzi     | Italie                | Androni Giocattoli-Sidermec | m.t.                  |
| 4e                    | Giovanni Visconti     | Italie                | Movistar                    | m.t.                  |
| 5e                    | Andrea Pasqualon      | Italie                | Roth                        | m.t.                  |
| 6e                    | Rafał Majka           | Pologne               | Tinkoff                     | m.t.                  |
| 7e                    | Romain Feillu         | France                | HP BTP-Auber 93             | m.t.                  |
| 8e                    | Manuel Belletti       | Italie                | Wilier Triestina-Southeast  | m.t.                  |
| 9e                    | Carlos Barbero        | Espagne               | Caja Rural-Seguros RGA      | m.t.                  |
| 10e                   | Rick Zabel            | Allemagne             | BMC Racing                  | m.t.                  |
| modifier              |                       |                       |                             |                       |

| Classement général | Classement général    | Classement général | Classement général          | Classement général |
|                    | Coureur               | Pays               | Équipe                      | Temps              |
| ------------------ | --------------------- | ------------------ | --------------------------- | ------------------ |
| 1er                | Joey Rosskopf         | États-Unis         | BMC Racing                  | en 8 h 22 min 31 s |
| 2e                 | Hubert Dupont         | France             | AG2R La Mondiale            | + 4 s              |
| 3e                 | Nicolas Edet          | France             | Cofidis                     | + 5 s              |
| 4e                 | Rodolfo Torres        | Colombie           | Androni Giocattoli-Sidermec | + 10 s             |
| 5e                 | Diego Rubio Hernández | Espagne            | Caja Rural-Seguros RGA      | + 16 s             |
| 6e                 | Théo Vimpère          | France             | HP BTP-Auber 93             | m.t.               |
| 7e                 | Sonny Colbrelli       | Italie             | Bardiani CSF                | + 21 s             |
| 8e                 | Francesco Gavazzi     | Italie             | Androni Giocattoli-Sidermec | + 23 s             |
| 9e                 | Anthony Delaplace     | France             | Fortuneo-Vital Concept      | m.t.               |
| 10e                | Flavien Dassonville   | France             | HP BTP-Auber 93             | m.t.               |
| modifier           |                       |                    |                             |                    |

### 3eétape
| Classement de l'étape | Classement de l'étape | Classement de l'étape | Classement de l'étape        | Classement de l'étape |
|                       | Coureur               | Pays                  | Équipe                       | Temps                 |
| --------------------- | --------------------- | --------------------- | ---------------------------- | --------------------- |
| 1er                   | Sonny Colbrelli       | Italie                | Bardiani CSF                 | en 4 h 23 min 52 s    |
| 2e                    | Jesús Herrada         | Espagne               | Movistar                     | m.t.                  |
| 3e                    | Carlos Barbero        | Espagne               | Caja Rural-Seguros RGA       | m.t.                  |
| 4e                    | Dimitri Claeys        | Belgique              | Wanty-Groupe Gobert          | m.t.                  |
| 5e                    | Nicolas Edet          | France                | Cofidis                      | m.t.                  |
| 6e                    | Francesco Gavazzi     | Italie                | Androni Giocattoli-Sidermec  | m.t.                  |
| 7e                    | Pieter Vanspeybrouck  | Belgique              | Topsport Vlaanderen-Baloise  | m.t.                  |
| 8e                    | Romain Combaud        | France                | Delko-Marseille Provence-KTM | m.t.                  |
| 9e                    | Maxime Vantomme       | Belgique              | Roubaix MEL                  | m.t.                  |
| 10e                   | Joey Rosskopf         | États-Unis            | BMC Racing                   | m.t.                  |
| modifier              |                       |                       |                              |                       |

| Classement général | Classement général    | Classement général | Classement général           | Classement général  |
|                    | Coureur               | Pays               | Équipe                       | Temps               |
| ------------------ | --------------------- | ------------------ | ---------------------------- | ------------------- |
| 1er                | Joey Rosskopf         | États-Unis         | BMC Racing                   | en 12 h 46 min 23 s |
| 2e                 | Hubert Dupont         | France             | AG2R La Mondiale             | + 4 s               |
| 3e                 | Nicolas Edet          | France             | Cofidis                      | + 5 s               |
| 4e                 | Rodolfo Torres        | Colombie           | Androni Giocattoli-Sidermec  | + 10 s              |
| 5e                 | Sonny Colbrelli       | Italie             | Bardiani CSF                 | + 11 s              |
| 6e                 | Diego Rubio Hernández | Espagne            | Caja Rural-Seguros RGA       | + 16 s              |
| 7e                 | Théo Vimpère          | France             | HP BTP-Auber 93              | m.t.                |
| 8e                 | Julien El Fares       | France             | Delko-Marseille Provence-KTM | + 20 s              |
| 9e                 | Carlos Barbero        | Espagne            | Caja Rural-Seguros RGA       | + 23 s              |
| 10e                | Francesco Gavazzi     | Italie             | Androni Giocattoli-Sidermec  | m.t.                |
| modifier           |                       |                    |                              |                     |

### 4eétape
| Classement de l'étape | Classement de l'étape | Classement de l'étape  | Classement de l'étape         | Classement de l'étape |
|                       | Coureur               | Pays                   | Équipe                        | Temps                 |
| --------------------- | --------------------- | ---------------------- | ----------------------------- | --------------------- |
| 1er                   | Sonny Colbrelli       | Italie                 | Bardiani CSF                  | en 4 h 28 min 10 s    |
| 2e                    | Francesco Gavazzi     | Drapeau de l'Italie    | Androni Giocattoli - Sidermec | m.t.                  |
| 3e                    | Romain Feillu         | Drapeau de la France   | HP BTP-Auber93                | m.t.                  |
| 4e                    | Carlos Barbero        | Drapeau de l'Espagne   | Caja Rural - Seguros RGA      | m.t.                  |
| 5e                    | Manuel Belletti       | Drapeau de l'Italie    | Wilier - Southeast            | m.t.                  |
| 6e                    | Pieter Vanspeybrouck  | Drapeau de la Belgique | Topsport Vlaanderen - Baloise | m.t.                  |
| 7e                    | Mirko Selvaggi        | Drapeau de l'Italie    | Androni Giocattoli - Sidermec | m.t.                  |
| 8e                    | Andrea Pasqualon      | Drapeau de l'Italie    | Roth                          | m.t.                  |
| 9e                    | Julien El Fares       | Drapeau de la France   | Delko Marseille Provence KTM  | m.t.                  |
| 10e                   | Michel Kreder         | Drapeau de la Belgique | Roompot - Oranje Peloton      | m.t.                  |
| modifier              |                       |                        |                               |                       |

| Classement général | Classement général    | Classement général | Classement général           | Classement général  |
|                    | Coureur               | Pays               | Équipe                       | Temps               |
| ------------------ | --------------------- | ------------------ | ---------------------------- | ------------------- |
| 1er                | Joey Rosskopf         | États-Unis         | BMC Racing                   | en 17 h 14 min 33 s |
| 2e                 | Sonny Colbrelli       | Italie             | Bardiani CSF                 | + 1 s               |
| 3e                 | Hubert Dupont         | France             | AG2R La Mondiale             | + 4 s               |
| 4e                 | Nicolas Edet          | France             | Cofidis                      | + 5 s               |
| 5e                 | Rodolfo Torres        | Colombie           | Androni Giocattoli-Sidermec  | + 10 s              |
| 6e                 | Diego Rubio Hernández | Espagne            | Caja Rural-Seguros RGA       | + 16 s              |
| 7e                 | Théo Vimpère          | France             | HP BTP-Auber 93              | m.t.                |
| 8e                 | Francesco Gavazzi     | Italie             | Androni Giocattoli-Sidermec  | + 17 s              |
| 9e                 | Thomas Sprengers      | Belgique           | Topsport Vlaanderen-Baloise  | + 19 s              |
| 10e                | Julien El Fares       | France             | Delko-Marseille Provence-KTM | + 20 s              |
| modifier           |                       |                    |                              |                     |

## Classements finals

### Classements annexes
| Classement par points | Classement par points | Classement par points | Classement par points        | Classement par points |
| --------------------- | --------------------- | --------------------- | ---------------------------- | --------------------- |
|                       | Coureur               | Pays                  | Équipe                       | Point(s)              |
| 1er                   | Romain Le Roux        | France                | Armée de Terre               | 12 points             |
| 2e                    | Thomas Sprengers      | Belgique              | Topsport Vlaanderen-Baloise  | 8 pts                 |
| 3e                    | Julien El Fares       | France                | Delko-Marseille Provence-KTM | 7 pts                 |
| modifier              |                       |                       |                              |                       |

| Classement de la montagne | Classement de la montagne | Classement de la montagne | Classement de la montagne    | Classement de la montagne |
| ------------------------- | ------------------------- | ------------------------- | ---------------------------- | ------------------------- |
|                           | Coureur                   | Pays                      | Équipe                       | Point(s)                  |
| 1er                       | Flavien Dassonville       | France                    | HP BTP-Auber93               | 20 points                 |
| 2e                        | Romain Le Roux            | France                    | Armée de Terre               | 13 pts                    |
| 3e                        | Julien El Fares           | France                    | Delko-Marseille Provence-KTM | 8 pts                     |
| modifier                  |                           |                           |                              |                           |

| Classement du meilleur jeune | Classement du meilleur jeune | Classement du meilleur jeune | Classement du meilleur jeune | Classement du meilleur jeune |
|                              | Coureur                      | Pays                         | Équipe                       | Temps                        |
| ---------------------------- | ---------------------------- | ---------------------------- | ---------------------------- | ---------------------------- |
| 1er                          | Diego Rubio Hernández        | Espagne                      | Caja Rural-Seguros RGA       | en 17 h 14 min 49 s          |
| 2e                           | Carlos Barbero               | Espagne                      | Caja Rural-Seguros RGA       | + 7 s                        |
| 3e                           | Fabien Doubey                | France                       | FDJ                          | + 8 s                        |
| modifier                     |                              |                              |                              |                              |

| Classement du combiné | Classement du combiné | Classement du combiné | Classement du combiné        | Classement du combiné |
| --------------------- | --------------------- | --------------------- | ---------------------------- | --------------------- |
|                       | Coureur               | Pays                  | Équipe                       | Point(s)              |
| 1er                   | Julien El Fares       | France                | Delko-Marseille Provence-KTM |                       |
| modifier              |                       |                       |                              |                       |

### Évolution des classements
| Étape            | Vainqueur        | Classement général | Classement par points | Classement de la montagne | Classement du meilleur jeune | Classement du combiné | Classement par équipes      |
| ---------------- | ---------------- | ------------------ | --------------------- | ------------------------- | ---------------------------- | --------------------- | --------------------------- |
| 1                | Joey Rosskopf    | Joey Rosskopf      | Fabien Doubey         | Flavien Dassonville       | Diego Rubio Hernández        | Flavien Dassonville   | Androni Giocattoli-Sidermec |
| 2                | Roman Maikin     | Joey Rosskopf      | Romain Le Roux        | Flavien Dassonville       | Diego Rubio Hernández        | Anthony Delaplace     | Androni Giocattoli-Sidermec |
| 3                | Sonny Colbrelli  | Joey Rosskopf      | Romain Le Roux        | Flavien Dassonville       | Diego Rubio Hernández        | Julien El Fares       | Androni Giocattoli-Sidermec |
| 4                | Sonny Colbrelli  | Joey Rosskopf      | Romain Le Roux        | Flavien Dassonville       | Diego Rubio Hernández        | Julien El Fares       | Androni Giocattoli-Sidermec |
| Classement final | Classement final | Joey Rosskopf      | Romain Le Roux        | Flavien Dassonville       | Diego Rubio Hernández        | Julien El Fares       | Androni Giocattoli-Sidermec |

## Liste des coureurs
| Légende | Légende                                                                                                  | Légende | Légende                                                                                         |
| ------- | --- | ------- | ----------------------------------------------------------------------------------------------- |
| Num     | Dossard de départ porté par le coureur                                                                   | Pos     | Position finale au classement général                                                           |
|         | Indique le vainqueur du classement général                                                               |         | Indique le vainqueur du classement de la montagne                                               |
|         | Indique le vainqueur du classement par points                                                            |         | Indique le vainqueur du classement du meilleur jeune                                            |
| #       | Indique la meilleure équipe                                                                              |         |                                                                                                 |
| NP      | Indique un coureur qui n'a pas pris le départ d'une étape, suivi du numéro de l'étape où il s'est retiré | AB      | Indique un coureur qui n'a pas terminé une étape, suivi du numéro de l'étape où il s'est retiré |
| HD      | Indique un coureur qui a terminé une étape hors des délais, suivi du numéro de l'étape                   | HC      | Indique un coureur mis hors course, suivi du numéro de l'étape                                  |

| Bardiani CSF BAR | Bardiani CSF BAR       | Bardiani CSF BAR |
| ---------------- | ---------------------- | ---------------- |
| Num              | Coureur                | Pos              |
| 1                | Sonny Colbrelli (ITA)  |                  |
| 2                | Paolo Simion (ITA)     |                  |
| 3                | Nicola Boem (ITA)      |                  |
| 4                | Giulio Ciccone (ITA)   | NP-3             |
| 5                | Simone Andreetta (ITA) |                  |
| 6                | Lorenzo Rota (ITA)     |                  |
| 7                | Edoardo Zardini (ITA)  | AB-3             |
| 8                | Simone Sterbini (ITA)  | AB-3             |

| Roubaix MEL RML | Roubaix MEL RML         | Roubaix MEL RML |
| --------------- | ----------------------- | --------------- |
| Num             | Coureur                 | Pos             |
| 11              | Julien Antomarchi (FRA) |                 |
| 12              | Maxime Vantomme (BEL)   |                 |
| 13              | Dieter Bouvry (BEL)     |                 |
| 14              | Jérémy Leveau (FRA)     |                 |
| 15              | Nicolas Moncomble (FRA) | AB-1            |
| 16              | Florent Pereira (FRA)   |                 |
| 17              | Louis Verhelst (BEL)    | AB-1            |
| 18              | Jimmy Turgis (FRA)      | AB-3            |

| AG2R La Mondiale ALM | AG2R La Mondiale ALM      | AG2R La Mondiale ALM |
| -------------------- | ------------------------- | -------------------- |
| Num                  | Coureur                   | Pos                  |
| 21                   | Julien Bérard (FRA)       |                      |
| 22                   | Guillaume Bonnafond (FRA) |                      |
| 23                   | Hubert Dupont (FRA)       |                      |
| 24                   | Damien Gaudin (FRA)       |                      |
| 25                   | Cyril Gautier (FRA)       | AB-3                 |
| 26                   | Alexis Gougeard (FRA)     | AB-1                 |
| 27                   | Benoît Cosnefroy (FRA)    |                      |

| BMC Racing BMC | BMC Racing BMC             | BMC Racing BMC |
| -------------- | -------------------------- | -------------- |
| Num            | Coureur                    | Pos            |
| 31             | Tom Bohli (SUI)            |                |
| 32             | Alessandro De Marchi (ITA) |                |
| 33             | Rick Zabel (GER)           |                |
| 34             | Joey Rosskopf (USA)        |                |
| 35             | Manuel Senni (ITA)         |                |
| 36             | Peter Velits (SVK)         |                |
| 37             | Taylor Eisenhart (USA)     |                |
| 38             | Fabian Lienhard (SUI)      |                |

| FDJ | FDJ                     | FDJ  |
| --- | ----------------------- | ---- |
| Num | Coureur                 | Pos  |
| 41  | Arnaud Courteille (FRA) | AB-3 |
| 42  | Marc Fournier (FRA)     | AB-3 |
| 43  | Olivier Le Gac (FRA)    |      |
| 44  | Jérémy Maison (FRA)     |      |
| 45  | Fabien Doubey (FRA)     |      |
| 46  | Cédric Pineau (FRA)     | NP-2 |
| 47  | Jérémy Roy (FRA)        |      |

| Movistar MOV | Movistar MOV            | Movistar MOV |
| ------------ | ----------------------- | ------------ |
| Num          | Coureur                 | Pos          |
| 51           | Giovanni Visconti (ITA) |              |
| 52           | Jorge Arcas (ESP)       |              |
| 53           | Marc Soler (ESP)        |              |
| 54           | Jesús Herrada (ESP)     |              |
| 55           | Jasha Sütterlin (GER)   |              |
| 56           | Antonio Pedrero (ESP)   |              |
| 57           | Francisco Ventoso (ESP) |              |
| 58           | Richard Carapaz (ECU)   |              |

| Tinkoff TNK | Tinkoff TNK                             | Tinkoff TNK |
| ----------- | --------------------------------------- | ----------- |
| Num         | Coureur                                 | Pos         |
| 61          | Pavel Brutt (RUS)                       |             |
| 62          | Rafał Majka (POL) → Champion de Pologne |             |
| 64          | Lorenzo Fortunato (ITA)                 |             |
| 65          | Andrea Montagnoli (ITA)                 |             |
| 66          | Evgueni Petrov (RUS)                    |             |
| 67          | Erik Baška (SVK)                        | AB-3        |
| 68          | Davide Ballerini (ITA)                  |             |

| Androni Giocattoli-Sidermec AND | Androni Giocattoli-Sidermec AND | Androni Giocattoli-Sidermec AND |
| ------------------------------- | ------------------------------- | ------------------------------- |
| Num                             | Coureur                         | Pos                             |
| 71                              | Franco Pellizotti (ITA)         |                                 |
| 72                              | Marco Frapporti (ITA)           |                                 |
| 73                              | Francesco Gavazzi (ITA)         |                                 |
| 74                              | Mirko Selvaggi (ITA)            |                                 |
| 75                              | Alberto Nardin (ITA)            |                                 |
| 76                              | Alessio Taliani (ITA)           |                                 |
| 77                              | Rodolfo Torres (COL)            |                                 |
| 78                              | Raffaello Bonusi (ITA)          |                                 |

| Caja Rural-Seguros RGA CJR | Caja Rural-Seguros RGA CJR  | Caja Rural-Seguros RGA CJR |
| -------------------------- | --------------------------- | -------------------------- |
| Num                        | Coureur                     | Pos                        |
| 81                         | Carlos Barbero (ESP)        |                            |
| 82                         | Diego Rubio Hernández (ESP) |                            |
| 83                         | Héctor Sáez (ESP)           |                            |
| 84                         | Jonathan Lastra (ESP)       |                            |
| 85                         | Miguel Ángel Benito (ESP)   |                            |
| 86                         | Fabricio Ferrari (URU)      |                            |
| 87                         | Antonio Molina (ESP)        | NP-2                       |
| 88                         | Ricardo Vilela (POR)        |                            |

| Cofidis COF | Cofidis COF             | Cofidis COF |
| ----------- | ----------------------- | ----------- |
| Num         | Coureur                 | Pos         |
| 91          | Gert Jõeäär (EST)       |             |
| 92          | Nacer Bouhanni (FRA)    | AB-3        |
| 94          | Hugo Hofstetter (FRA)   | AB-3        |
| 95          | Nicolas Edet (FRA)      |             |
| 96          | Arnold Jeannesson (FRA) | AB-1        |
| 97          | Cyril Lemoine (FRA)     |             |
| 98          | Anthony Perez (FRA)     |             |

| Delko-Marseille Provence-KTM DMP | Delko-Marseille Provence-KTM DMP | Delko-Marseille Provence-KTM DMP |
| -------------------------------- | -------------------------------- | -------------------------------- |
| Num                              | Coureur                          | Pos                              |
| 101                              | Romain Combaud (FRA)             |                                  |
| 102                              | Delio Fernández (ESP)            |                                  |
| 103                              | Asbjørn Kragh Andersen (DEN)     | AB-3                             |
| 104                              | Julien El Fares (FRA)            |                                  |
| 105                              | Yannick Martinez (FRA)           | AB-3                             |
| 106                              | Quentin Pacher (FRA)             |                                  |
| 107                              | Daniel Díaz (ARG)                | AB-1                             |
| 108                              | Christophe Laborie (FRA)         | AB-1                             |

| Direct Énergie DEN | Direct Énergie DEN       | Direct Énergie DEN |
| ------------------ | ------------------------ | ------------------ |
| Num                | Coureur                  | Pos                |
| 111                | Marlon Gaillard (FRA)    |                    |
| 112                | Bryan Coquard (FRA)      | AB-3               |
| 113                | Jérémy Cornu (FRA)       |                    |
| 114                | Romain Guillemois (FRA)  |                    |
| 115                | Fabien Grellier (FRA)    |                    |
| 116                | Adrien Petit (FRA)       |                    |
| 117                | Guillaume Thévenot (FRA) | AB-3               |
| 118                | Paul Ourselin (FRA)      |                    |

| Drapac DPC | Drapac DPC          | Drapac DPC |
| ---------- | ------------------- | ---------- |
| Num        | Coureur             | Pos        |
| 121        | Graeme Brown (AUS)  | AB-1       |
| 122        | Brad Evans (NZL)    |            |
| 123        | Brenton Jones (AUS) |            |
| 124        | Jordan Kerby (AUS)  | AB-1       |
| 125        | Jason Lowndes (AUS) |            |
| 126        | Jens Mouris (NED)   | AB-3       |
| 127        | Thomas Scully (NZL) |            |
| 128        | Samuel Spokes (AUS) |            |

| Fortuneo-Vital Concept FVC | Fortuneo-Vital Concept FVC | Fortuneo-Vital Concept FVC |
| -------------------------- | -------------------------- | -------------------------- |
| Num                        | Coureur                    | Pos                        |
| 131                        | Pierrick Fédrigo (FRA)     |                            |
| 132                        | Anthony Delaplace (FRA)    |                            |
| 133                        | Florian Vachon (FRA)       |                            |
| 134                        | Armindo Fonseca (FRA)      | AB-1                       |
| 135                        | Arnaud Gérard (FRA)        | AB-3                       |
| 136                        | Francis Mourey (FRA)       |                            |
| 137                        | Steven Tronet (FRA)        |                            |
| 138                        | Julien Loubet (FRA)        |                            |

| Gazprom-RusVelo GAZ | Gazprom-RusVelo GAZ        | Gazprom-RusVelo GAZ |
| ------------------- | -------------------------- | ------------------- |
| Num                 | Coureur                    | Pos                 |
| 141                 | Alexander Evtushenko (RUS) | AB-1                |
| 142                 | Alexandr Kolobnev (RUS)    |                     |
| 143                 | Igor Boev (RUS)            |                     |
| 144                 | Alexander Foliforov (RUS)  | AB-1                |
| 145                 | Sergey Nikolaev (RUS)      |                     |
| 146                 | Sergey Firsanov (RUS)      | AB-3                |
| 147                 | Roman Maikin (RUS)         |                     |
| 148                 | Evgeny Shalunov (RUS)      |                     |

| Roompot Oranje Peloton ROP | Roompot Oranje Peloton ROP | Roompot Oranje Peloton ROP |
| -------------------------- | -------------------------- | -------------------------- |
| Num                        | Coureur                    | Pos                        |
| 151                        | Pieter Weening (NED)       |                            |
| 152                        | Huub Duyn (NED)            |                            |
| 153                        | Sjoerd van Ginneken (NED)  |                            |
| 154                        | Michel Kreder (NED)        |                            |
| 155                        | Etienne van Empel (NED)    |                            |
| 156                        | Nick van der Lijke (NED)   |                            |
| 157                        | Ivar Slik (NED)            | AB-3                       |
| 158                        | Wesley Kreder (NED)        |                            |

| Roth ROT | Roth ROT               | Roth ROT |
| -------- | ---------------------- | -------- |
| Num      | Coureur                | Pos      |
| 161      | Alberto Cecchin (ITA)  | NP-3     |
| 162      | Nico Brüngger (SUI)    |          |
| 163      | Marco D'Urbano (ITA)   | AB-3     |
| 164      | Lukas Jaun (SUI)       | AB-3     |
| 165      | Colin Stüssi (SUI)     |          |
| 166      | Roland Thalmann (SUI)  |          |
| 167      | Andrea Pasqualon (ITA) |          |
| 168      | Nicolas Baldo (FRA)    |          |

| Topsport Vlaanderen-Baloise TSV | Topsport Vlaanderen-Baloise TSV | Topsport Vlaanderen-Baloise TSV |
| ------------------------------- | ------------------------------- | ------------------------------- |
| Num                             | Coureur                         | Pos                             |
| 171                             | Amaury Capiot (BEL)             | AB-3                            |
| 172                             | Aimé De Gendt (BEL)             |                                 |
| 173                             | Tim Declercq (BEL)              |                                 |
| 174                             | Thomas Sprengers (BEL)          |                                 |
| 175                             | Stijn Steels (BEL)              |                                 |
| 176                             | Sander Helven (BEL)             |                                 |
| 177                             | Pieter Vanspeybrouck (BEL)      |                                 |
| 178                             | Jens Wallays (BEL)              |                                 |

| Wanty-Groupe Gobert WGG | Wanty-Groupe Gobert WGG | Wanty-Groupe Gobert WGG |
| ----------------------- | ----------------------- | ----------------------- |
| Num                     | Coureur                 | Pos                     |
| 181                     | Guillaume Martin (FRA)  |                         |
| 182                     | Frederik Backaert (BEL) |                         |
| 183                     | Boris Dron (BEL)        | AB-3                    |
| 184                     | Dimitri Claeys (BEL)    |                         |
| 185                     | Thomas Degand (BEL)     | AB-1                    |
| 186                     | Roy Jans (BEL)          | AB-2                    |
| 187                     | Marco Minnaard (NED)    |                         |
| 188                     | Xandro Meurisse (BEL)   |                         |

| Wilier Triestina-Southeast WIL | Wilier Triestina-Southeast WIL | Wilier Triestina-Southeast WIL |
| ------------------------------ | ------------------------------ | ------------------------------ |
| Num                            | Coureur                        | Pos                            |
| 191                            | Manuel Belletti (ITA)          |                                |
| 192                            | Matteo Busato (ITA)            |                                |
| 193                            | Julen Amézqueta (ESP)          |                                |
| 194                            | Yonder Godoy (VEN)             |                                |
| 195                            | Andrea Fedi (ITA)              |                                |
| 196                            | Filippo Pozzato (ITA)          |                                |
| 197                            | Enrique Sanz (ESP)             |                                |
| 198                            | Rafael Andriato (BRA)          |                                |

| Armée de Terre ADT | Armée de Terre ADT   | Armée de Terre ADT |
| ------------------ | -------------------- | ------------------ |
| Num                | Coureur              | Pos                |
| 201                | Yoann Barbas (FRA)   |                    |
| 202                | Clément Penven (FRA) |                    |
| 203                | Yann Guyot (FRA)     | AB-3               |
| 204                | Kévin Lebreton (FRA) |                    |
| 205                | Romain Le Roux (FRA) |                    |
| 206                | Jérôme Mainard (FRA) |                    |
| 207                | Jimmy Raibaud (FRA)  |                    |
| 208                | Julien Duval (FRA)   |                    |

| HP BTP-Auber 93 AUB | HP BTP-Auber 93 AUB       | HP BTP-Auber 93 AUB |
| ------------------- | ------------------------- | ------------------- |
| Num                 | Coureur                   | Pos                 |
| 211                 | Romain Feillu (FRA)       |                     |
| 212                 | Flavien Dassonville (FRA) |                     |
| 213                 | Maxime Renault (FRA)      |                     |
| 214                 | Alo Jakin (EST)           |                     |
| 215                 | Guillaume Levarlet (FRA)  |                     |
| 216                 | Anthony Maldonado (FRA)   |                     |
| 217                 | David Menut (FRA)         |                     |
| 218                 | Théo Vimpère (FRA)        |                     |